# Ashton Tyler
Ashton Tyler (* 25. August 2006 in Birmingham, Alabama) ist ein US-amerikanischer Schauspieler.

## Leben
Ashton Tyler stammt aus Birmingham. Bereits im Alter von sieben Jahren begann er Schauspielunterricht zu nehmen und modelte nebenbei. Das erste Mal stand er 2015 für die Fernseh-Dokumentation Fatal Attraction vor der Kamera. 2016 spielte er die Rolle des Louis Vaughan im Film Hidden Figures – Unerkannte Heldinnen, den Filmsohn der von Octavia Spencer dargestellten Dorothy Vaughan. 2018 war er in der Rolle des jungen T’Challa
im Marvel-Film Black Panther zu sehen.

## Filmografie (Auswahl)
- 2015: Fatal Attraction (Fernsehserie, Episode 3x26)
- 2016: Hidden Figures – Unerkannte Heldinnen (Hidden Figures)
- 2018: Black Panther
- 2018: Uncle Drew
- 2020: Son of the South
- 2022: Long Slow Exhale (Fernsehserie, Episode 1x01)